# 惠利斯角 (特拉華州)
惠利斯角（英語：Whaleys Corners）是位於美國特拉華州蘇塞克斯縣的一個非建制地區。

## 地理
惠利斯角的座標為38°39′08″N 75°25′49″W / 38.65222°N 75.43028°W，而該地的平均海拔高度為15米（即49英尺）。